# Ruta Estatal de Nevada 443
La Ruta Estatal de Nevada 443, y abreviada SR 443 (en inglés: Nevada State Route 443) es una carretera estatal estadounidense ubicada en el estado de Nevada. La carretera inicia en el Sur desde la SR 659     en Reno hacia el Norte en la 7th Avenue en Sun Valley. La carretera tiene una longitud de 5,1 km (3.197 mi).

## Mantenimiento
Al igual que las autopistas interestatales, y las rutas federales y el resto de carreteras estatales, la Ruta Estatal de Nevada 443 es administrada y mantenida por el Departamento de Transporte de Nevada por sus siglas en inglés Nevada DOT.

## Cruces
La Ruta Estatal de Nevada 443 es atravesada principalmente por la  US 395 .